# Franciszek Dobosz
Franciszek Dobosz (ur. 17 sierpnia 1897 w Aleksandrowicach, zm. 4 czerwca 1967 w Pogwizodowe) – żołnierz armii austriackiej, podoficer Wojska Polskiego w II Rzeczypospolitej, kawaler Orderu Virtuti Militari.

## Życiorys
Urodził się w rodzinie Franciszka i Anny Marii z Kominków. Absolwent szkoły powszechnej. W młodości pracował w rolnictwie.
W 1915 wcielony do armii austriackiej i w jej szeregach walczył na frontach I wojny światowej jako celowniczy karabinu maszynowego.
W 1918 wstąpił do odrodzonego Wojska Polskiego i otrzymał przydział do szwadronu ciężkich karabinów maszynowych 8 pułku ułanów. W lutym 1919, w stopniu plutonowego,  mianowany został dowódcą plutonu karabinów maszynowych. Na froncie wojny polsko-bolszewickiej  w bitwie pod Trockiem uniemożliwił nplowi oskrzydlenie prawego skrzydła pułku, w bitwie pod Stanisławczykiem, mimo ciężkich strat w szeregach plutonu, bronił mostu, umożliwiając własnym oddziałom wycofanie się na dogodniejsze pozycje. Walczył też o Korosteń odpierając atak przeważających sił przeciwnika. Za bohaterstwo w walce odznaczony został Krzyżem Srebrnym Orderu Virtuti Militari.
Po zakończeniu działań wojennych został zdemobilizowany. W 1921 wstąpił do Żandarmerii Krajowej w Cieszynie. W Policji Województwa Śląskiego służył w stopniu posterunkowego. We wrześniu 1939 w grupie policjantów maszerował z okolic Cieszyna w głąb kraju. Dostał się do niewoli sowieckiej. Korzystając z zamieszania, uciekł. W okresie okupacji wysłany na przymusowe roboty do Niemiec.
W maju 1945 został komendantem milicji w Simoradzu, a następnie pracował w urzędzie gminnym w Dębowcu. Zwolniony, do 1960 pracował dorywczo jako robotnik.  Zmarł w Pogwizdowie i tam został pochowany.
Żonaty z Joanną Anną z Rojków, dzieci: Lidia, Jan, Stanisław, Józef, Alojzy, Franciszek.

## Ordery i odznaczenia
- Krzyż Srebrny Orderu Virtuti Militari nr 5071